# Padogobius
Padogobius es un género de peces de la familia Gobiidae y de la orden de los Perciformes.

## Especies
- Padogobius bonelli (Bonaparte, 1846)
- Padogobius nigricans (Canestrini, 1867)

- Datos: Q842825
- Multimedia: Padogobius / Q842825
- Especies: Padogobius